# Orsoy
Orsoy is sinds 1 januari 1975 een stadsdeel van de stad Rheinberg. Het ligt aan de linkeroever van de Nederrijn. Vertaald betekent het woord Orsoy (in het plaatselijk dialect: Oschau of Orsau) zoiets als "Paardeweide" (Rossau). 
Men kan er met een veerboot naar het aan de rechteroever gelegen Duisburgse stadsdeel Walsum worden overgezet. Zie voor verdere informatie over wegverbindingen e.d.  onder Rheinberg.
De stad speelde zowel in de Tachtigjarige Oorlog als de Hollandse Oorlog een rol in de Nederlandse strategie.
Mensen met de Nederlandse achternaam Van Orsouw zijn naar deze stad vernoemd.
Geschiedenis
De moderne vesting werd in 1565-1581 gebouwd door de Italiaan Johann Pasqualini Elder (verantwoordelijk voor de bouw van de tweede ring) en werd gefinancierd door hertog Willem de Rijke van Kleef. In 1586 werd de stad veroverd door de Spanjaarden en vernietigd.
Van 1632-1640 was de stad onder Nederlandse bezetting en de herbouwde vesting werd gebouwd in de oud-Hollandse stijl en uitgebreid met de derde bevestigingsring. In 1666 kwam Orsoy weer onder Brandenburgs beheer, tot 1672 toen er een periode van Franse overheersing was, toen Lodewijk XIV de opdracht gaf grote delen van de bestaande vestingwerken te slopen.

## Bezienswaardigheden, toerisme
Orsoy is vanwege zijn Rijn-promenade, zijn historische stadswallen en zijn historische bebouwing een populaire plaats voor uitstapjes. Men kan er met een veerboot naar het aan de rechteroever gelegen Duisburgse stadsdeel Walsum worden overgezet.
Een belangrijk gebouw in de stad is de gotische Evangelisch-lutherse kerk met zeer bezienswaardig interieur. In de kerk is een Nederlands rijm aangebracht dat aan de watersnood van 1687 herinnert.
Ook het voormalige, uit 1600 daterende, stadhuis is bezienswaardig.

## Afbeeldingen

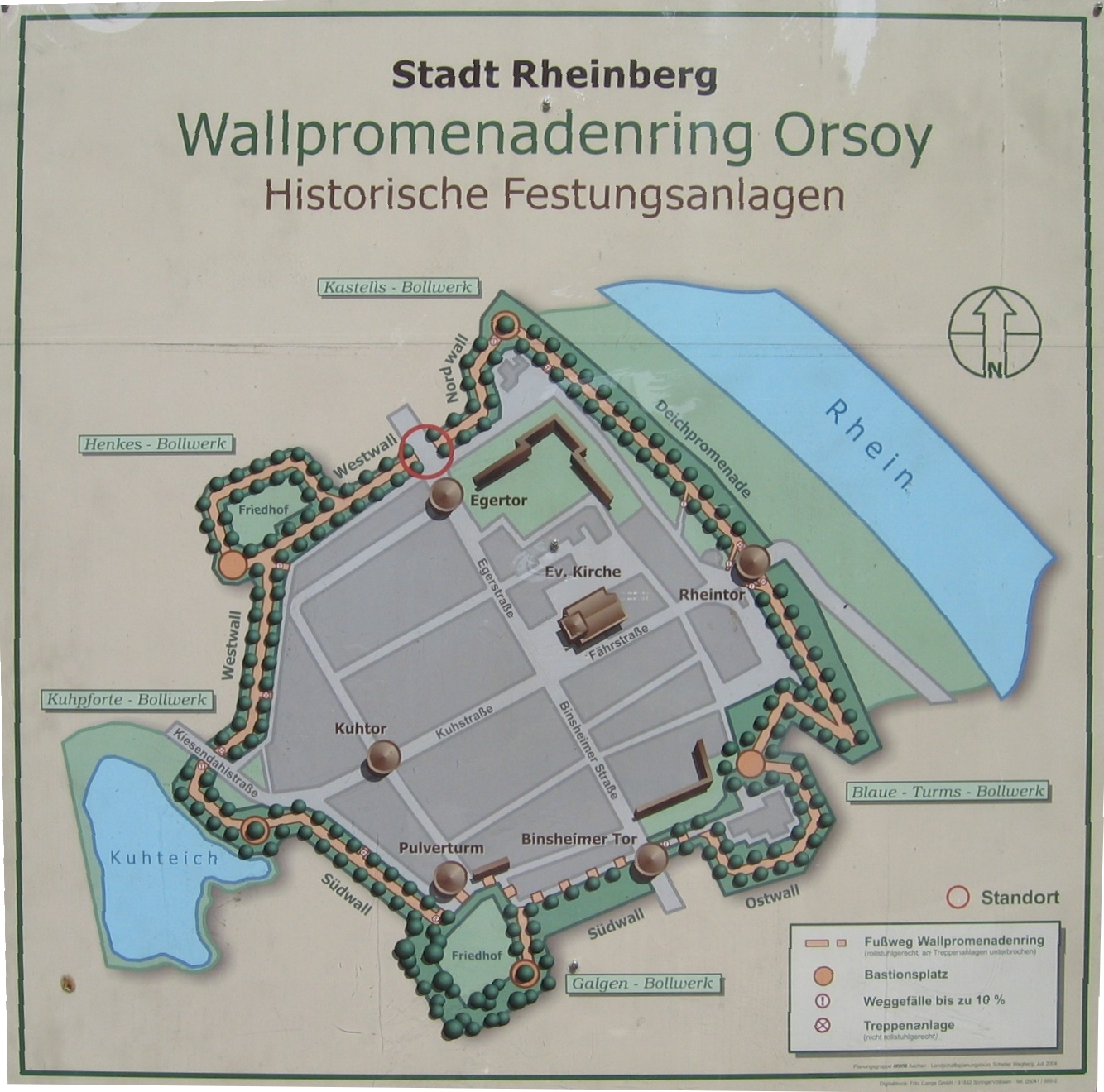
Historische vesting

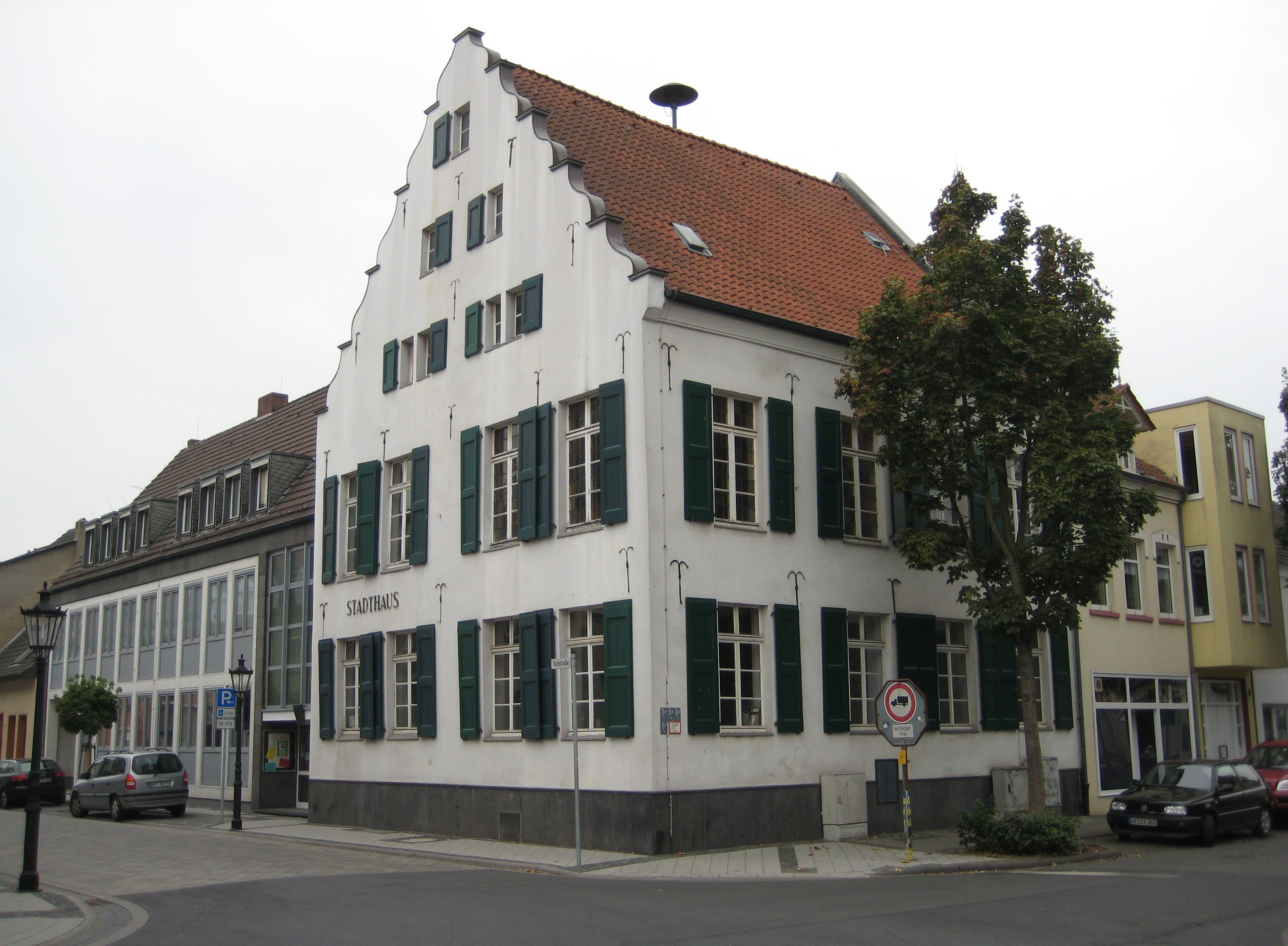
Voormalig raadhuis te Orsoy
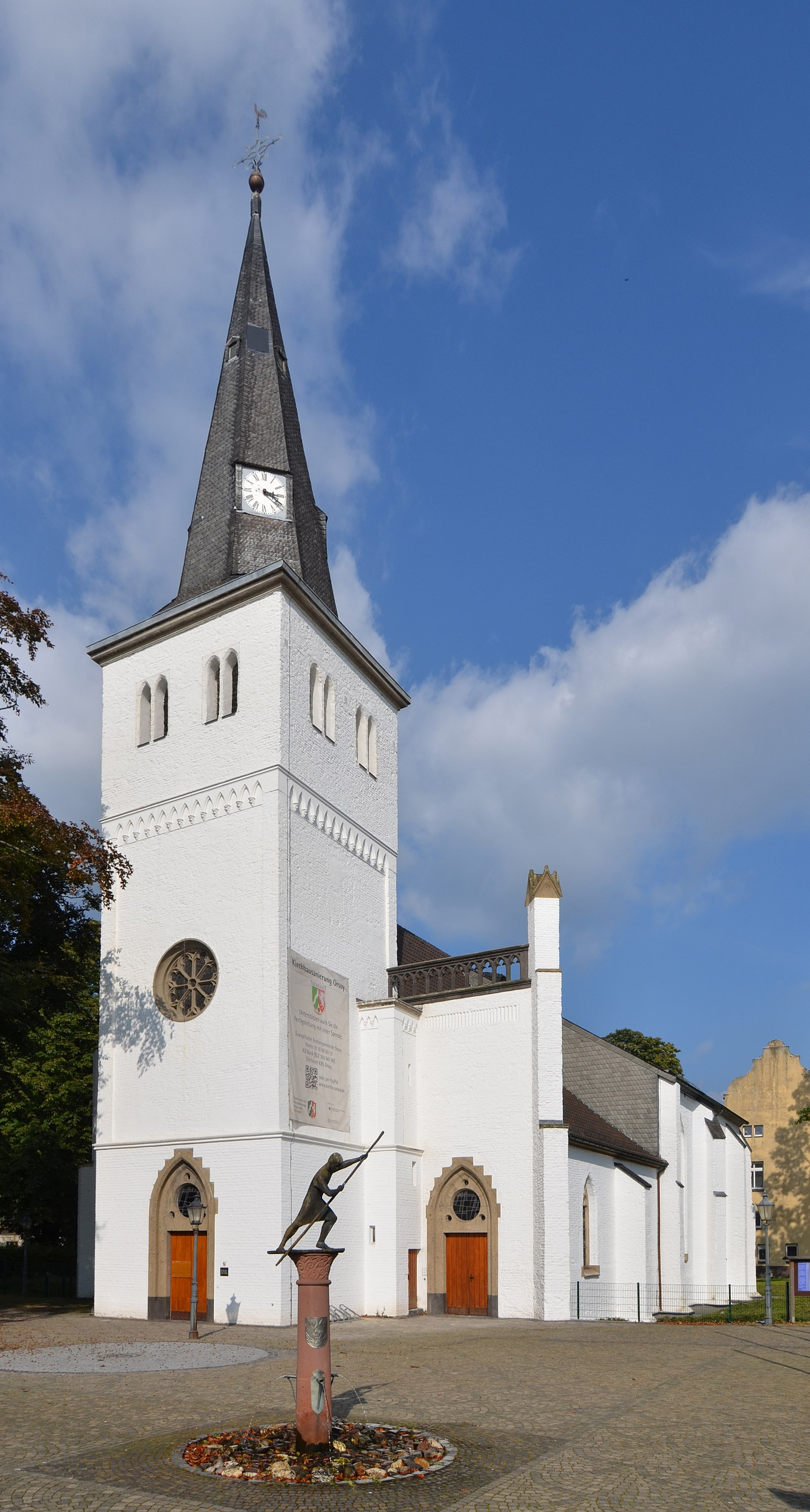
evang. lutherse kerk te Orsoy
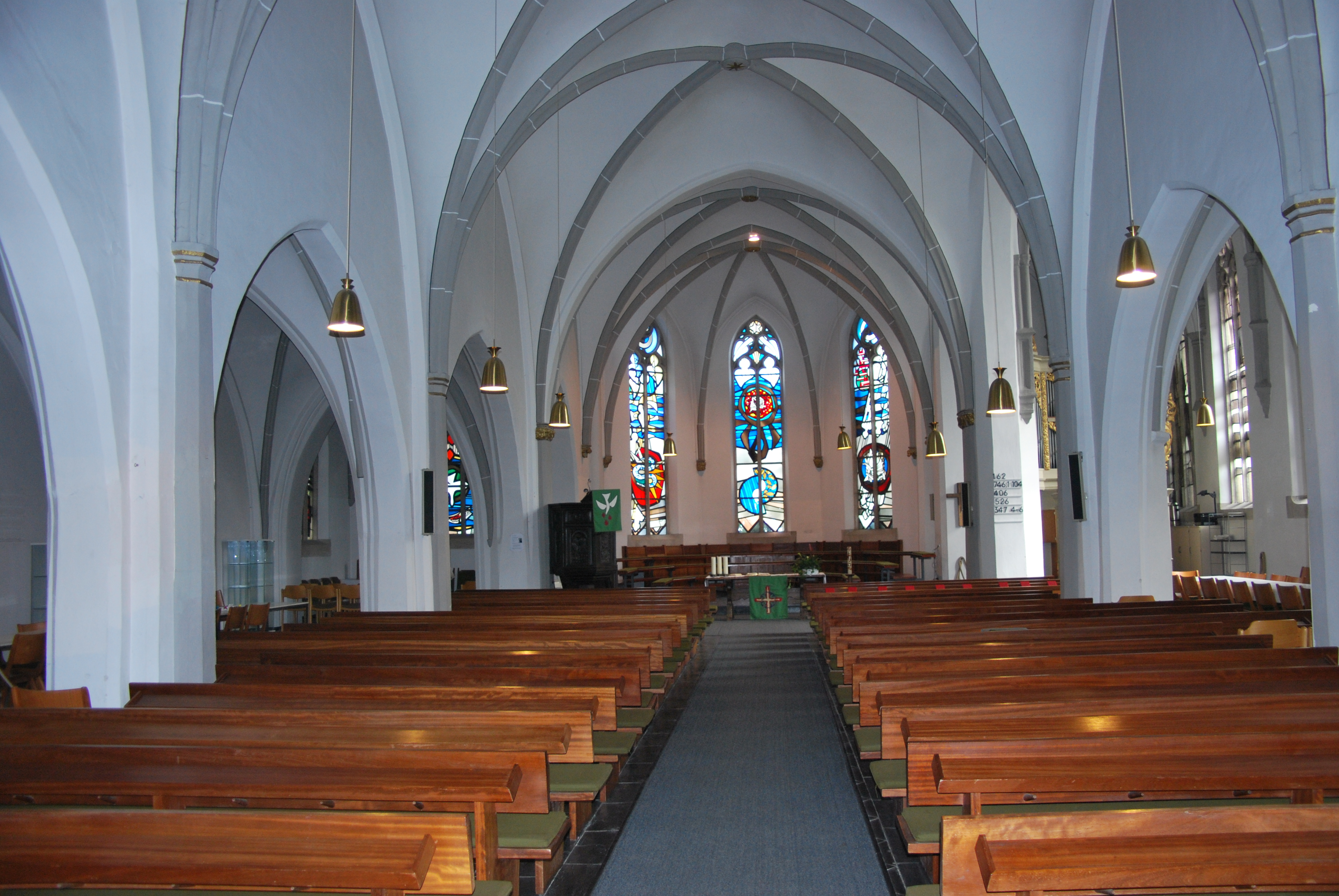
Interieur van deze kerk